# Amanda Marshall
Amanda Marshall (nacida el 29 de agosto de 1972 en Toronto, Ontario, Canadá) es una cantante de pop-rock canadiense.
Marshall estudió música durante su infancia, incluyendo en el Conservatorio Real de Música en Toronto. Mientras realizaba una interpretación en Queen Street West durante su adolescencia, conoció al guitarrista Jeff Healey, se impresionó por su poderosa voz y se la llevó de gira. Se le ofreció un contrato de grabación por parte de Columbia Records en 1991, pero terminó escogiendo a esperar unos pocos años más antes del lanzamiento de su álbum debut. 
Marshall creció en Toronto alrededor de una familia birracial, con un padre caucásico y una mujer de raza negra. En varias de sus canciones, Marshall ha reflexionado sobre su identidad racial "como una mujer que se ve blanca, pero también como una medio-negra".

## Discografía

### Álbumes
| Año  | Álbum                   | Posiciones en listas | Posiciones en listas | Posiciones en listas | Posiciones en listas | Certificación de la CRIA |
| Año  | Álbum                   | CAN                  | EE. UU.              | Heat de EE. UU.      | R.U                  | Certificación de la CRIA |
| ---- | ----------------------- | -------------------- | -------------------- | -------------------- | -------------------- | ------------------------ |
| 1995 | Amanda Marshall         | 4                    | 156                  | 6                    | 47                   | Diamond                  |
| 1999 | Tuesday's Child         | 4                    | —                    | 30                   | —                    | 3x Platinum              |
| 2001 | Everybody's Got a Story | —                    | —                    | —                    | —                    | Platinum                 |

### Compilatorios
| Año  | Álbum                                |
| ---- | ------------------------------------ |
| 2003 | Intermission: The Singles Collection |
| 2006 | Collections                          |
| 2008 | The Steel Box Collection             |

### Sencillos
| Año  | Título                        | Posiciones en listas | Posiciones en listas | Posiciones en listas | Posiciones en listas | Álbum                                |
| Año  | Título                        | CAN                  | CAN AC               | EE. UU.              | AUS                  | Álbum                                |
| ---- | ----------------------------- | -------------------- | -------------------- | -------------------- | -------------------- | ------------------------------------ |
| 1995 | "Let It Rain"                 | 10                   | 5                    | —                    | 30                   | Amanda Marshall                      |
| 1996 | "Birmingham"                  | 3                    | 6                    | 43                   | —                    | Amanda Marshall                      |
| 1996 | "Fall from Grace"             | 17                   | 2                    | —                    | —                    | Amanda Marshall                      |
| 1996 | "Beautiful Goodbye"           | 5                    | 4                    | —                    | —                    | Amanda Marshall                      |
| 1996 | "Dark Horse"                  | 5                    | 1                    | —                    | —                    | Amanda Marshall                      |
| 1997 | "Sitting on Top of the World" | 5                    | 2                    | —                    | —                    | Amanda Marshall                      |
| 1997 | "Trust Me (This Is Love)"     | 24                   | 5                    | —                    | —                    | Amanda Marshall                      |
| 1997 | "This Could Take All Night"   | —                    | —                    | —                    | —                    | Tin Cup (soundtrack)                 |
| 1998 | "Believe in You"              | 10                   | 3                    | —                    | —                    | Tuesday's Child                      |
| 1999 | "Love Lift Me"                | 10                   | 5                    | —                    | —                    | Tuesday's Child                      |
| 1999 | "If I Didn't Have You"        | 31                   | 11                   | —                    | —                    | Tuesday's Child                      |
| 2000 | "Shades of Gray"              | 25                   | 27                   | —                    | —                    | Tuesday's Child                      |
| 2000 | "Why Don't You Love Me?"      | 42                   | 26                   | —                    | —                    | Tuesday's Child                      |
| 2001 | "Everybody's Got a Story"     | 6                    | —                    | —                    | —                    | Everybody's Got a Story              |
| 2002 | "Sunday Morning After"        | 20                   | —                    | —                    | —                    | Everybody's Got a Story              |
| 2002 | "Marry Me"                    | 19                   | —                    | —                    | —                    | Everybody's Got a Story              |
| 2002 | "Double Agent"                | 19                   | —                    | —                    | —                    | Everybody's Got a Story              |
| 2003 | "The Voice Inside"            | —                    | —                    | —                    | —                    | Everybody's Got a Story              |
| 2003 | "Until We Fall In"            | —                    | —                    | —                    | —                    | Intermission: The Singles Collection |